# Caitlin Simmers
Caitlin Simmers (Oceanside, 26 de outubro de 2005) é uma surfista profissional americana, que compete profissionalmente desde 2018. Ela se classificou para representar os Estados Unidos nos Jogos Olímpicos de 2024.

## Carreira
Em 2023, Simmers fez sua estreia na elite do surfe mundial. Seu primeiro grande resultado foi a vitória no MEO Rip Curl Pro Portugal, derrotando Courtney Conlogue na grande final. Ainda neste ano, ela terminou em quinto lugar no ranking geral, classificando-se para o Final Five do WSL Finals (fase final), sendo também eleita a Rookie of the Year (Caloura do Ano).
Em 2024, aos 18 anos, classificou-se para a grande final do circuito mundial feminino, onde enfrentou e venceu Caroline Marks, sua compatriota, tornando-se a campeã mundial mais jovem da história da modalidade, ultrapassando Carissa Moore.